# SG Schwimmen Münster
Die Startgemeinschaft Schwimmen Münster (kurz: SG Schwimmen Münster) ist ein Zusammenschluss von drei Stammvereinen.

## Geschichte
Bis 2005 schwammen die Münsterländer noch in der 1. Bundesliga. Im Jahre 2000 startete Ina Hüging bei den Olympischen Spielen 2000 in Sydney über 200 m Brust. 2018/2019 schwimmen die beiden ersten Mannschaften der Damen und Herren in der 2. Bundesliga West. 
Die Mannschaft wurde vom Sportbund der Stadt Münster beim Ball des Sports 1998, 1999, 2002 sowie 2003 als Mannschaft des Jahres ausgezeichnet.

## Die Stammvereine
Die Schwimmvereinigung Münster 1891, der Turnverein Handorf und der Turn- und Sportverein Hiltrup bilden die Startgemeinschaft.